# 哈罗·沙普利
哈洛·沙普利（英語：Harlow Shapley，1885年11月2日—1972年10月20日），美国天文学家，美国科学院院士。他利用天琴座RR变星正确地估出了银河系的大小以及太阳所处其中的位置。1953年他提出了“液态水带”理论，现在称之为“适居带”概念。

## 生平
哈洛出生于在密苏里州纳什维尔一个农场家庭中，父母亲叫威利斯和萨拉(娘家姓斯托威尔)·沙普利。哈洛仅受过五年教育就辍学，但坚持在家自学，不久又重返学校，以两年时间学完了六年中学课程，并作为学生代表做告别演说。1907年，在他22岁那年，哈洛·沙普利来到密苏里大学学习新闻专业，但得知学校新闻系要推迟一年才开学，他便决定按课程目录中的顺序来选择专业。他放弃了考古学，后来哈洛解释他不会这个的词发音，因而，选择了下一个专业，天文学。
大学毕业后，沙普利获得了到普林斯顿大学做研究生工作的资格。在那里，他师从亨利·诺利斯·罗素，主要从事球状星团和造父变星研究。提出了银河系的中心不是太阳系；太阳系其实处在银河系的边缘，论证了造父变星不是食双星，而是脉动变星。
1921年-1952年担任哈佛大学天文台台长；1943年-1946年担任美国天文学会会长。
他的兒子劳埃德·沙普利是2012年諾貝爾經濟學獎得主。

## 外部連結
- The Great Debate（页面存档备份，存于）
- Collection of  Pieces on The Great Debate（页面存档备份，存于）